# محاكمة امرأة (فلم)
محاكمة امرأة هو فيلم مغربي من إخراج حسن بنجلون سنة 2002، وبطولة كل من رشيد الوالي، أسماء الخمليشي، سناء الزعيم، وغيرهم.

## القصة
«تحفة» تعمل راقصة في ملهى ليلي، لتعيل نفسها وطفلتها الوحيدة. تسعى تحفة للحصول على الطلاق من زوجها، غير أنه يبتزها ويطالبها بالمال ليطلقها وليتخلى لها عن ابنتها. تتعرف تحفة على «جاك»، الذي يعجب بها ويحاول مساعدتها، غير أن زوجها يعمد إلى ابتزازها أكثر بعد علمه بهذا الأمر.
تتعرض تحفة للإهانة والتعنيف من طرف زوجها. وفي محاولتها الدفاع عن نفسها تقتله، فيتم اعتقالها.

## روابط خارجية
- الفيلم على موقع IMDB
- صفحة الفيلم على موقع africultures
- صفحة الفيلم على موقع allocine